# Issendlene
 (août 2020).
Si vous disposez d'ouvrages ou d'articles de référence ou si vous connaissez des sites web de qualité traitant du thème abordé ici, merci de compléter l'article en donnant les références utiles à sa vérifiabilité et en les liant à la section « Notes et références ».
Issendlene tifinagh: ⵉⵙⵏⴷⵍⵏ est un village de kabylie relevant de la commune algérienne d'Aït Yahia, daïra d'Ain El Hammam, dans la wilaya de Tizi-Ouzou en Algérie

## Géographie
Le village Issendlene est situé à 7 km de Ain El Hammam (ex. : Michelet) et à 50 km de la wilaya de Tizi ouzou s'étend sur 1,58 km2, il est limité à l'Est par les villages Tafraout (Tafrawt) et Koukou, à l'Ouest par les villages de Taka et Agouni Issad, et au Sud par le village Ait Hichem, Sebt et Boushel, au Nord par les villages de Lamkharda et Tagounits.

Le village dispose de deux accès carrossables bitumés, l'un par le village Tafrawt depuis la RN 71 qui relie Azazga à Ain El Hammam, l'autre par Boushel en venant de Ait hichem ou Mekla CW 150
| Taka         | Lamkharda  | Tagounits |
| Agouni issad | Issendlene | Tafraout  |
| Boushel      | Ait hichem | Sebt      |

## Histoire

### Le nom du village
Auparavant, le lieu où se trouve le village portait le nom de « Laarch el vaz » ou « Thighilt tedmimet ».
Le nom Issendlene est composé étymologiquement de trois parties:
- D'un préfixe "i" (masculin pluriel de U) qui signifie une appartenance à quelque chose, on le trouve souvent dans les toponymes kabyle.
- D'une racine "sendel" qui est un nom propre soit d'une personne ou d'un lieu.
- D'un suffixe "ene" qui exprime le masculin pluriel.

### Martyrs Chouhadas 1954/1962
Le petit village Issendlene a donné pas mal de chouhadas  (25 au total) qui sont tous tombés au champ d’honneur à fleur d'âge pendant la Guerre d'Algérie 1954/1962.

## Population

### Familles
Les familles du village Issendlene sont par ordre alphabétique :
01- Ath ali
02- Ath amar
03- Ath el hocine
04- Ath el mouhouv
05- Ath hamou
06- Ath qassi
07- Ath qassi wali
08- Ath vrahem
09- Ath vouhouni
10- Ath wadhour
11- Ath yahia
12- Awa
13- Iâmranen
14- Ihadadhen
15- Ihemichen
16- Ivetiwen

### Démographie
Le village compte environ 1 400 habitants dont 60 % résident en dehors du village.
Pour des raisons techniques, il est temporairement impossible d'afficher le graphique qui aurait dû être présenté ici.

## Vie Quotidienne

### Vie scolaire
La seule école primaire du village d'Issendlene implantée à Boushel est fermée en raison du nombre insuffisant d'élèves qui sont aujourd'hui orientés vers l'école primaire de Tafraout, les collégiens vers le CEM de Taka et Ait hichem et les lycéens au Lycée de Sebt

### Bibliothèque
Pour ne pas rester en marge du développement le village s'est doté d'une bibliothèque en novembre 2013 au bonheur des amateurs de la lecture.

### Lieu de rencontre
Thadjemaath est l'endroit où se réunissent les villageois et c'est là que se tiennent les assemblées du village et soirées musicales lors d'un mariage ainsi que la fête annuelle du village.

### Vie associative

#### Le comité du village
Le village Issendlene comme la majorité des villages de Kabylie, à son comité de village dont les membres sont élus par les villageois, ce dernier s'occupe de l'organisation de la vie quotidienne des villageois dans les divers domaines.

#### Activités culturelles
Le village Issendlene par l'intermédiaire de son comité organise chaque fin du mois d'août, la fête annuelle de remise de prix pour honorer tous les lauréats de la communauté, qui ont obtenu leurs examens de fin du cycle scolaire et diplômes de fin d'études ainsi que tous ceux qui se sont distingués dans les diverses disciplines sportives, artistiques et autres.

### Activité religieuse

#### Lakhouane
Le village Issendlene est très connu dans toute la région par ces troupes de lakhouane.
Animation des soirées religieuses par des versets coraniques "Adhekar"

#### Lieux de culte
Le petit Djamaa qui a été rénové sert de lieu de culte pour les villageois qui sont en majorité d'obédience musulmane.

## Patrimoine naturel
"Thala" un mot dirigé du berbère qui signifie " naissance de la vie " source où jaillit l'eau des tréfonds de la terre, un patrimoine typiquement kabyle.
Le village Issendlene dispose d'une fontaine nommée "AMIZAV" qui est réservée exclusivement à l'alimentation des foyers en eau potable.